# 普龙迪讷
普龙迪讷（法語：Prondines，法語發音：[pʁɔ̃din]）是法国多姆山省的一个市镇，属于克莱蒙费朗区。

## 地理
普龙迪讷（45°45'37"N, 2°40'35"E）面积30.91 平方千米，位于法国奥弗涅-罗讷-阿尔卑斯大区多姆山省，该省份为法国中南部省份，北起阿列省接壤，东临卢瓦尔省，南至上盧瓦爾省和康塔爾省，西接科雷兹省和克勒兹省。
与普龙迪讷接壤的市镇（或旧市镇、城区）包括：布里丰、锡斯泰讷拉福雷、热勒、厄姆莱格利斯、皮圣居尔米耶、圣伊莱尔莱蒙日、索瓦尼亚、托尔特贝斯。

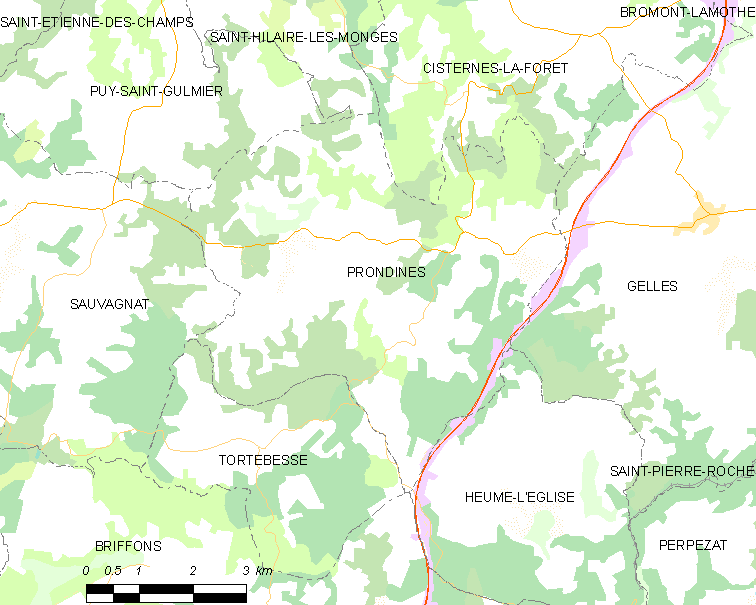
普龙迪讷的OSM定位图

普龙迪讷的时区为UTC+01:00、UTC+02:00（夏令时）。

## 行政
普龙迪讷的邮政编码为63470，INSEE市镇编码为63289。

## 政治
普龙迪讷所属的省级选区为圣乌尔斯县。

## 人口

1962-2008年间普龙迪讷人口变化图示

普龙迪讷于2022年1月1日时的人口数量为273人。